# Arquitectura del ferro

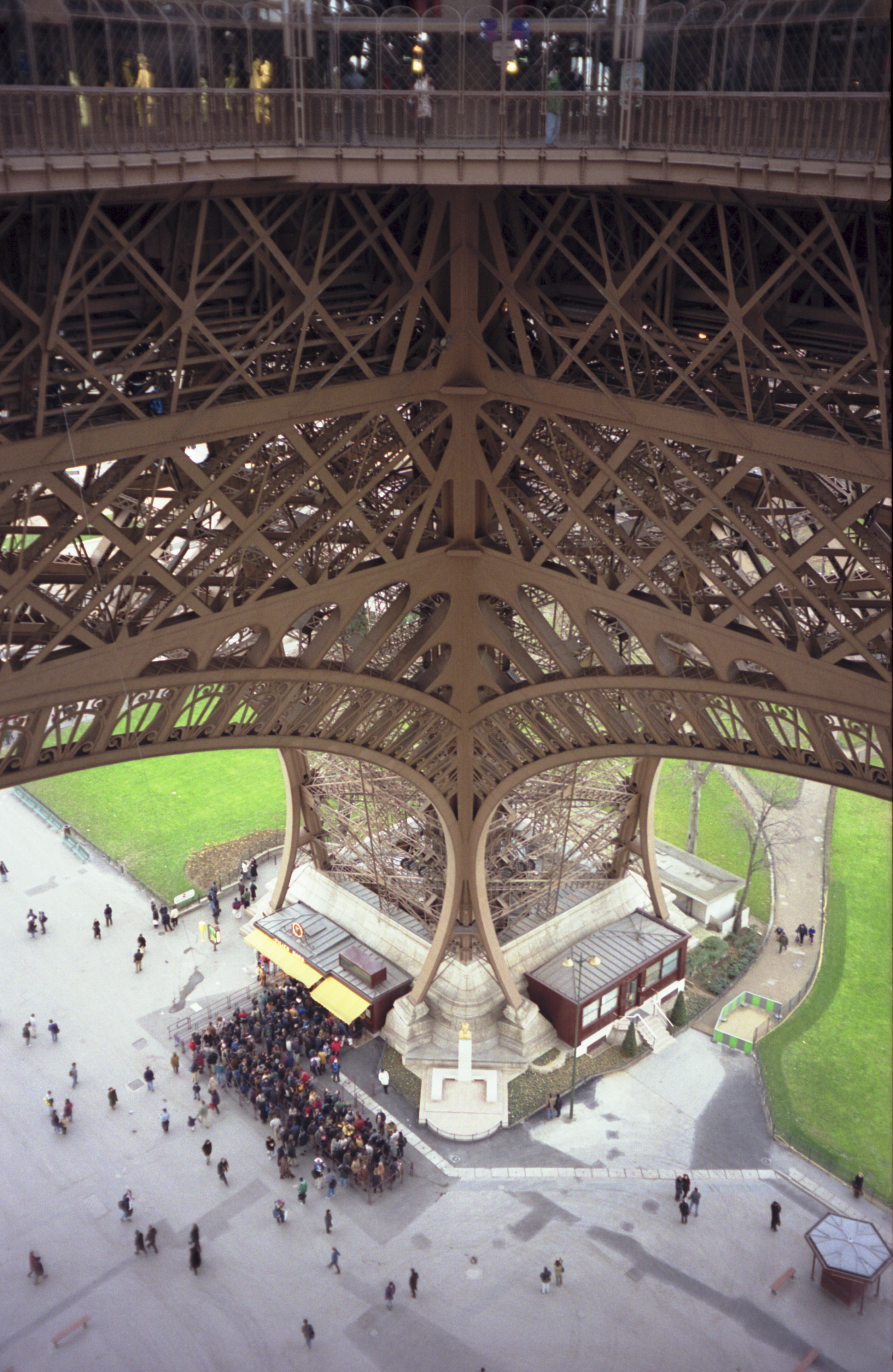
Torre Eiffel, (1889-90).

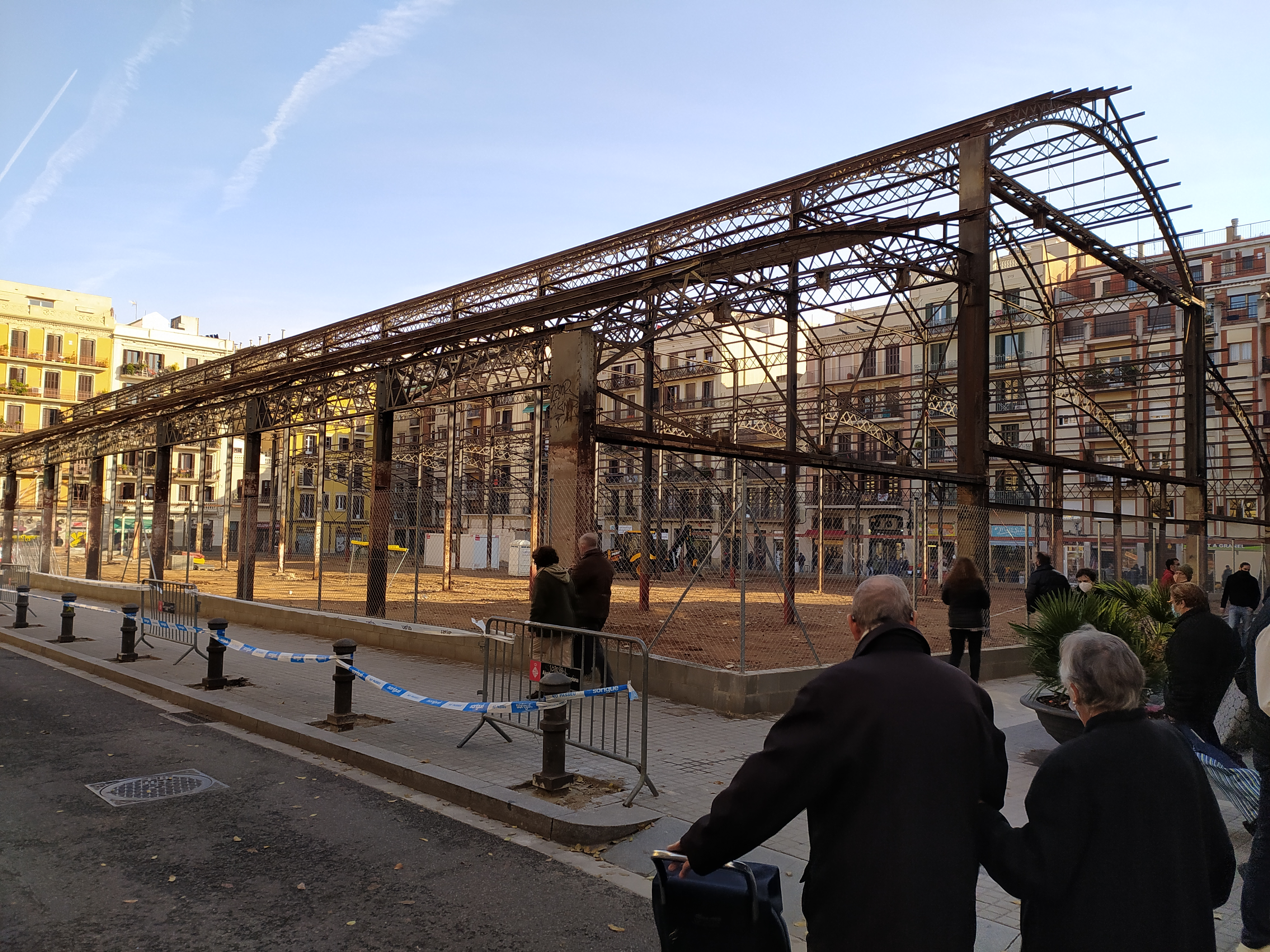
L'estructura de ferro del mercat de l'Abaceria Central, a Gràcia (2020).

## Introducció
Arquitectura en ferro, del ferro o arquitectura metàl·lica són denominacions historiogràfiques d'una tècnica constructiva i estil arquitectònic del segle xix, originats en la disponibilitat de nous materials que es va produir durant la Revolució Industrial.
L’arquitectura de ferro és una tipologia d’estil arquitectònic molt utilitzat durant els anys posteriors a la Revolució Industrial on s'havia posat de moda durant el segle XIX. Una estil on es tractava amb materials innovadors i tècniques que donaven lloc als edificis més representatius d’aquell segle.Principalment s'utilitzava el ferro per ser un material dúctil, mal·leable i resistent.
Aquesta arquitectura enginyera és de tipus funcional. Sobretot edifici per a les exposicions universals (pavellons de grans dimensions que havien de donar la millor imatge del país participant al món, havien de ser pràctics i desmuntables o convertir-se en monuments simbòlics de la nova societat moderna).

## Orígens
L’arquitectura de ferro va començar a mitjans del segle XIX amb la revolució industrial. Va haver un creixement urbà intens que lliga la monumentalitat i l’economia constructiva gràcies a la fosa i el ferro.
La revolució industrial fou un procés històric de transformacions econòmiques i socio-culturals que va tenir lloc entre els anys 1760 i 1840. Es caracteritza per les noves tecnologies i el seu ús amb produccions a gran escala com la màquina de vapor, el telar mecànic... Tot va començar a Anglaterra amb una sèrie de fets econòmics, culturals, socials i polítics amb un gran canvi. Al llarg del segle XIX es va estendre per altres països d’Europa.
Alhora, una de les seves característiques és la producció en cadena on va donar lloc a un augment de la productivitat i un important creixement a les grans ciutats industrials com Manchester o Liverpool. A més a més, va portar al món nous materials per construir com són el ferro, l’acer, el vidre o el formigó.
Es regien sota el capitalisme llavors els arquitectes havien de buscar nous edificis funcionals a demanda del públic. Com són biblioteques, fàbriques, ponts...

## Difusió
Aquesta Revolució industrial no va afectar tots els països per igual, primerament es va iniciar a Anglaterra i poc a poc es va anar estenent arreu d’Europa. S'anava fent difusió amb les exposicions universals; una mostra de diferents països on es demostraven els seus avenços de la ciència i la tècnica. En aquestes exposicions es dona a conèixer les arquitectures de ferro.
La primera exposició de caràcter internacional va ser l'any 1851 a Londres amb l'objectiu d'una repercussió social.